# Сун Женьцюн
Сун Женьцюн (кит.: 宋任穷; 11 липня 1909 — 8 січня 2005, ім'я при народженні — Сун Юньцін) — був генералом в Народно-визвольній армії Китайської Народної Республіки (КНР) і один із восьми старійшин Комуністичної партії Китаю.